# Desbele Mehari
Desbele Mehari (även Dasbala Mahari) är en barnboksförfattare från Eritrea. Han har skrivit ett antal böcker för barn på låg- och mellanstadiet, mest fabler och djursagor på tigrinska. Han ingår i Internationella Bibliotekets satsning på barnlitteratur på afrikanska språk.[när?]